# Juan Castillo Balcázar
Juan Castillo Balcázar (n. La Serena, Chile, 29 de octubre de 1970) es un exfutbolista chileno. Jugó de delantero y militó en diversos clubes de Chile. 

## Trayectoria
Se inició en el club "La Antena" del barrio de su niñez, posteriormente desde los diez años compitió por el "Estudiantes Unidos" del mismo sector. Al cumplir quince entró a la División Cadetes del Club de Deportes La Serena, equipo con el cual debutó en el profesionalismo. Su primer entrenador fue José Sulantay. 
Jugó también por la Unión Española, con cuyo conjunto ganó dos Copas Chile, en 1992 y 1993; sin embargo, su consagración fue en Colo-Colo, con el cual ganó el título nacional de 1993.
Tras no contar para Colo-Colo en 1995, regresó a Deportes La Serena.La temporada siguiente fichó por Deportes Temuco, donde estuvo dos temporadas. En 1998 regresó a Deportes La Serena, para en 1999 defender a Deportes Iquique. Luego de un nuevo paso por Deportes La Serena durante el año 2000, en 2001 pasó a Coquimbo Unido, donde se retiró a fines de temporada.

## Selección nacional
Fue internacional como delantero de la Selección de fútbol de Chile, perteneció a la Sub-23 y a la selección adulta; donde jugó 6 partidos internacionales y anotó solo un gol por dicho seleccionado. Incluso participó en 2 ediciones de la Copa América. La primera fue en Ecuador 1993 y la segunda fue en Bolivia 1997, donde su selección quedó eliminada en la primera fase de ambos torneos.

### Participaciones en Preolímpicos
| Torneo                     | Sede     | Resultado    |
| -------------------------- | -------- | ------------ |
| Preolímpico Sub-23 de 1992 | Paraguay | Primera Fase |

### Participaciones en Copa América
| Torneo            | Sede    | Resultado    |
| ----------------- | ------- | ------------ |
| Copa América 1993 | Ecuador | Primera Fase |
| Copa América 1997 | Bolivia | Primera Fase |

### Partidos internacionales
| 1     | 31 de marzo de 1993 | Estadio Carlos Dittborn, Arica, Chile               | Chile      | 2-1 | Bolivia  |         |  | Arturo Salah  | Amistoso          |
| 2     | 6 de junio de 1993  | Estadio Nemesio Camacho El Campín, Bogotá, Colombia | Colombia   | 1-0 | Chile    |         |  | Arturo Salah  | Amistoso          |
| 3     | 13 de junio de 1993 | Estadio Hernando Siles, La Paz, Bolivia             | Bolivia    | 1-3 | Chile    | Anotado |  | Arturo Salah  | Amistoso          |
| 4     | 18 de junio de 1993 | Estadio Alejandro Serrano Aguilar, Cuenca, Ecuador  | Chile      | 0-1 | Paraguay |         |  | Arturo Salah  | Copa América 1993 |
| 5     | 11 de junio de 1997 | Estadio Félix Capriles, Cochabamba, Bolivia         | Chile      | 0-1 | Paraguay |         |  | Nelson Acosta | Copa América 1997 |
| 6     | 17 de junio de 1997 | Estadio Félix Capriles, Cochabamba, Bolivia         | Chile      | 1-2 | Ecuador  |         |  | Nelson Acosta | Copa América 1997 |
| Total | Total               | Total                                               | Presencias | 6   | Goles    | 1       |  |               |                   |

| Selección chilena | Selección chilena | Selección chilena |
| Año               | Partidos          | Goles             |
| ----------------- | ----------------- | ----------------- |
| 1993              | 4                 | 1                 |
| 1997              | 2                 | 0                 |
| Total             | 6                 | 1                 |

## Clubes
| Club                | País  | Año       |
| ------------------- | ----- | --------- |
| Deportes La Serena  | Chile | 1988-1991 |
| → San Luis (cedido) | Chile | 1990      |
| Unión Española      | Chile | 1992-1993 |
| Colo-Colo           | Chile | 1993-1994 |
| Deportes La Serena  | Chile | 1995      |
| Deportes Temuco     | Chile | 1996-1997 |
| Deportes La Serena  | Chile | 1998      |
| Deportes Iquique    | Chile | 1999      |
| Deportes La Serena  | Chile | 2000      |
| Coquimbo Unido      | Chile | 2001      |

## Palmarés

### Campeonatos nacionales
| Título           | Club           | País  | Año  |
| ---------------- | -------------- | ----- | ---- |
| Copa Chile       | Unión Española | Chile | 1992 |
| Copa Chile       | Unión Española | Chile | 1993 |
| Primera División | Colo-Colo      | Chile | 1993 |
| Copa Chile       | Colo-Colo      | Chile | 1994 |